# Celia Barquín
Celia Barquín Arozamena (Puente San Miguel, Cantabria; 6 de julio de 1996-Ames, Iowa; 17 de septiembre de 2018) fue una golfista española. En 2018 ganó el Campeonato Europeo Femenino de Golf Amateur, pero su carrera ascendente se vio truncada pocos meses después al morir asesinada a puñaladas en el campo de golf en el que estaba entrenando .

## Biografía
Nacida en la localidad cántabra de Puente San Miguel, Celia fue una prometedora golfista amateur española. A la edad de nueve años quedó subcampeona en el Campeonato de España Benjamín 2006. Cuatro años más tarde, Celia se proclamó campeona de España en el Campeonato Infantil 2010.
En 2012 fue admitida en la residencia para deportistas de alto rendimiento Joaquín Blume, donde cursó sus estudios de Bachillerato. Durante esa etapa, obtuvo el primer puesto en el Grand Prix de Chiberta tres años consecutivos, siendo la única jugadora en la historia en lograrlo.
Con 18 años fue seleccionada para formar parte de los Iowa State Cyclones, el equipo de golf estadounidense de la Universidad Estatal de Iowa, mientras estudiaba la carrera de ingeniería civil en dicha universidad.[1] Ese mismo verano, Celia se convirtió en la primera mujer golfista en participar en unas Olimpiadas representando a España en los Juegos Olímpicos de la Juventud de Nankín 2014.
Durante su etapa universitaria, Celia compaginó su trayectoria deportiva tanto con la selección española, con la que obtuvo medallas de bronce y plata en los Campeonatos de Europa Absolutos Femeninos por Equipos en 2015 y 2016, como con su equipo universitario. Con este último cosechó varias victorias, siendo la más destacable su triunfo en el Campeonato Big 12 de los Estados Unidos en 2018. Por lo anterior, fue elegida como mejor atleta de su universidad en el año 2018.
Ese mismo año Celia gana el Campeonato Europeo Femenino de Golf Amateur de 2018, convirtiéndose en la quinta española en conseguir este triunfo. A finales de agosto de 2018, Celia superó el corte de la primera fase de la LPGA Q-School.
Además de su trayectoria deportiva, con quince años Celia recibió el Premio a la Mejor Entrevista del concurso nacional El País de los Estudiantes por su entrevista a Severiano Ballesteros. También a esa edad ganó el certamen literario de relato corto Gabino Teira, patrocinado por el Rotary Club de Torrelavega, en la categoría de 14-15 años.

### Asesinato
El 17 de septiembre de 2018 fue hallada sin vida en la pista del Coldwater Golf Links en Ames, estado de Iowa. Tras investigar el caso, la policía determinó que fue asesinada a puñaladas cuando se dirigía a entrenar. Un joven de 22 años, más tarde reconocido como Collin Daniel Richards, que vivía en una tienda de campaña en un asentamiento de personas sin hogar cerca del campo de golf, fue acusado del crimen. Tenía arañazos en la cara y mano, ropa manchada de sangre y un cuchillo en la mochila. El hombre tenía antecedentes penales, al sufrir problemas de violencia y salud mental debidos a drogodependencia. No se pudo aclarar la motivación, pero otro hombre del campamento declaró que el día anterior Richards le había dicho que tenía «la necesidad de violar y matar a una mujer». Fue juzgado y condenado a cadena perpetua.

## Palmarés
- Subcampeona de España benjamín 2006.[2]
- Campeona de España interclubes infantil 2009.[19]
- Campeona de España infantil 2010.[3]
- Campeona del Lacoste Promesas 2012.[20]
- Campeona de España Interterritorial Absoluto: 2012, 2013 y 2017.[21]
- Campeona del Grand Prix Chiberta: 2011, 2012 y 2013.[5]
- Segunda clasificada en el Annika International Europe 2013.[22]
- Segunda clasificada en el Internacional Júnior de Francia 2014.[23]
- Participación en los Juegos Olímpicos de la Juventud de Nankín 2014.[6]
- Segunda clasificada en el Hurricane Invitational de Miami 2015.[24]
- Medalla de bronce en el Campeonato Europa por equipos 2015.[7]
- Medalla de plata en el Campeonato Europa por equipos 2016.[8]
- Subcampeona de España absoluta 2016.[25]
- Campeona del Big 12 2018.[9]
- Medalla de oro en el Campeonato Europa Individual Absoluto 2018.[11]

## Homenajes póstumos
- Durante la Ryder Cup de 2018, el equipo europeo y el americano salieron a competir con un lazo amarillo con el nombre de Celia escrito en rojo.[26]
- La Universidad Estatal de Iowa le concedió de forma póstuma el título de ingeniería civil.[27] Además, el reconocimiento a la mejor atleta del año de la universidad se ha renombrado como Celia Barquín Arozamena Iowa State Female Athlete of the Year Award.[28]
- El Golf Abra del Pas, en Cantabria, incorporó el nombre de Celia Barquín en su denominación oficial.[29]
- El Ayuntamiento de Reocín (Cantabria) renombró su pabellón municipal de Puente San Miguel con el nombre Pabellón Municipal Celia Barquín Arozamena.[30]
- El Golf de Chiberta ha renombrado el Grand Prix de Chiberta Femenino a Grand Prix de Dames Celia Barquín.[5]
- Medalla de Oro al Mérito en Golf de la Real Federación Española de Golf en 2018.[31]
- Medalla Olímpica del Comité Olímpico Español.[32]
- Trofeo Deportista Destacado del año 2018 otorgado por el Comité Olímpico Español.[33]
- Celebración del Memorial Celia Barquín Copa Principado de Asturias Femenina 2018, así como la entrega de la Medalla de Oro al Mérito en Golf en 2018 por parte de la Federación de Golf del Principado de Asturias.[34]
- Entrega del premio especial en los Premios Ciudad de la Raqueta y María de Villota en 2018.[35]
- Entrega de una placa de reconocimiento por su trayectoria personal y profesional por parte de la Fundación Ramón Sota en el VII Memorial.[36]
- El Premio de Relato Corto Gabino Teira ha renombrado el primer premio de la categoría 14-15 años con su nombre.[14]